# Guillermo Esteban
Guillermo Esteban es un futbolista argentino nacido el 23 de febrero de 1987 en la localidad de Salliqueló,  provincia de Buenos Aires. Juega de defensa y su actual equipo es el San Telmo de la Primera B Metropolitana de Argentina.

## Trayectoria
En el 2009 llega al Coronel Bolognesi de Tacna donde fue pieza fundamental en todo el año, jugando 37 partidos y anotando 2 goles, siendo uno de los más regulares del elenco de Roberto Mosquera. A pesar del buen año de guille no pudo evitar el descenso de su equipo.

## Clubes
| Club              | País      | Año        |
| ----------------- | --------- | ---------- |
| Banfield          | Argentina | 2005-2007  |
| Belgrano          | Argentina | 2007-2008  |
| Coronel Bolognesi | Perú      | 2009       |
| Brown de Adrogué  | Argentina | 2010- 2015 |
| San Telmo         | Argentina | 2016       |